# Cyprien Iov

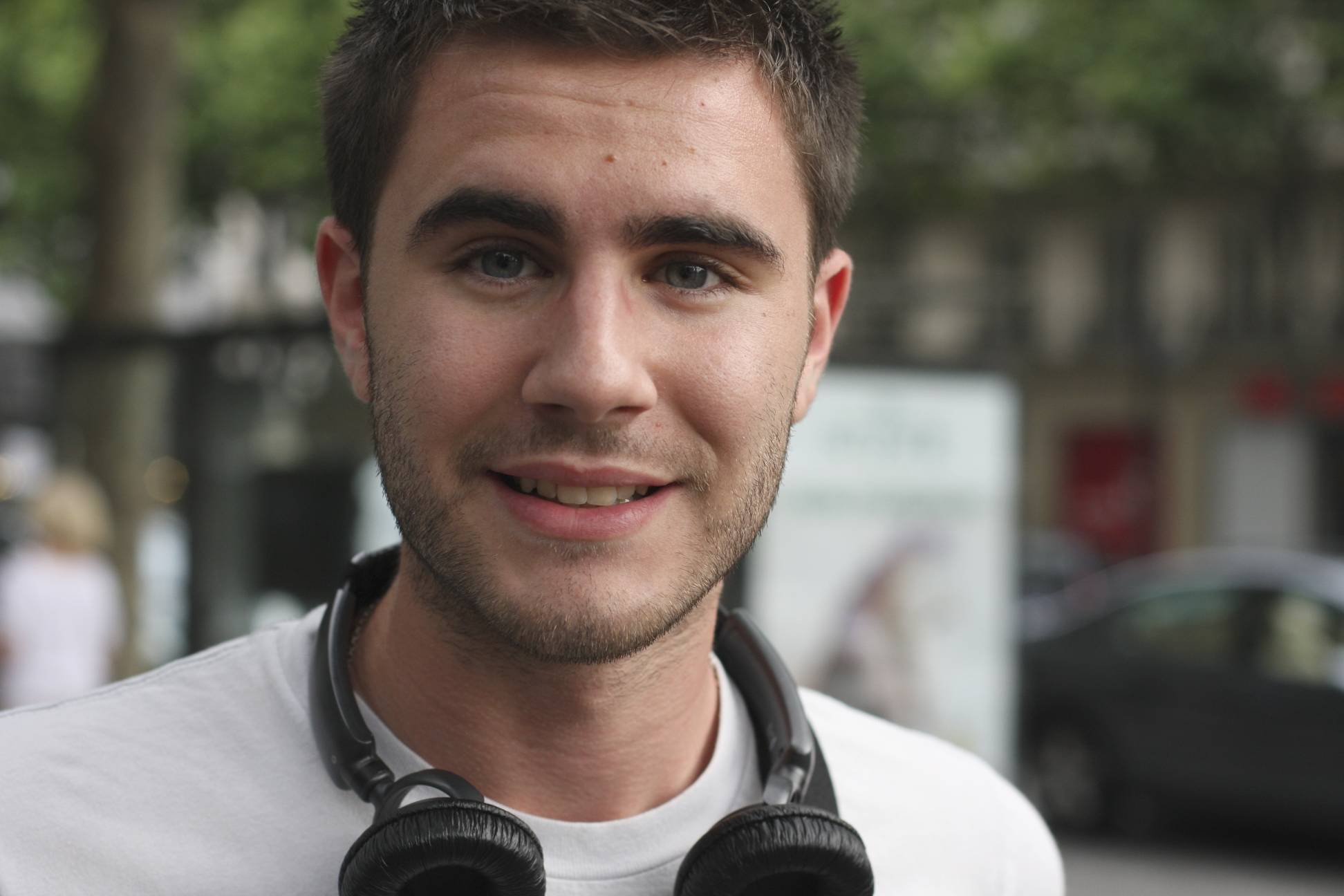
Cyprien Iov (2008)

Cyprien Iov (* 12. Mai 1989 in Nizza, Frankreich), besser bekannt unter seinem Vornamen Cyprien und seinem Pseudonym Monsieur Dream, ist ein französischer Webvideo- und Filmproduzent, Blogger, Schauspieler, Synchronsprecher, Film- und Comicszenarist und Animator.
Iov wurde unter dem Pseudonym Monsieur Dream auf der Videoplattform Dailymotion bekannt, stieg aber später als Cyprien auf YouTube um. Im Jahr 2015 hatte sein Video Technophobe mit 23 Millionen Klicks hinter einigen Musikvideos die meisten Klicks auf dem französischen YouTube.
Im August 2017 erreichte sein YouTube-Kanal die 12,5 Millionen Abonnenten und 1,6 Milliarden Views.

## Leben
Cyprien Iov wuchs im Département Var in einer Familie rumänischer Herkunft auf.
Im April 2007 beginnt Iov Videos, Tests und humorvolle Podcasts via Dailymotion auf seinem Blog zu veröffentlichen. Seine ungewöhnlichen Videos aber auch Illustrationen können auf dem Blog monsieurdream.com (heute: cyprien.fr) gesehen werden. Nach einiger Zeit entschließt sich Cyprien Iov auf YouTube umzusteigen.
Drei Monate nach der Eröffnung des Blogs, nimmt Iov an einem von Loïc Le Meur organisierten Wettbewerb, der für alle Blogger geöffnet ist, teil. Unter den 47 Kandidaten wählt die aus elf anderen Bloggern bestehende Jury schließlich Cyprien Iov, bekannt als Monsieur Dream, als Gewinner. Somit erhielt Iov 500 € und die Möglichkeit auch auf dem Blog Le Meurs schreiben zu dürfen.
Im April 2008 brach Iov nach einem halben Jahr sein Studium an der Universität Aix-Marseille ab, um nach Paris zu ziehen und um dort die Rewinds für die Nachrichtenseite 20 minutes zu animieren.
Kurze Zeit später wurde Iov von der Gruppe Le Velcrou, bestehend aus Norman Thavaud, Marc Jarousseau (bekannt als Kemar) und Hugo Dessioux (bekannt als Hugo tout seul) entdeckt und wurde schlussendlich Teil der Gruppe. Mit ihnen machte Iov später diverse Kooperation.
Im August 2010 verließ Iov 20 minutes, um an seiner eigenen Fernsehserie zu arbeiten. 12 infos de Cyprien war ein 5-minütiges humorvolles Fernsehjournal auf NRJ 12, das Iov zusammen mit Maxime Musqua von Montag bis Freitag ausstrahlte.
Ab Mai 2011, bat ihn NRJ 12 eine humoristische Animation mit dem Titel Le mot de la fin de Cyprien für die zweite und dritte Staffel der Sendung Les Anges zu produzieren, wofür er sich auch bereit erklärte. Am 9. Dezember 2011 wurde Iovs Sendung 12 infos de Cyprien abgesetzt.
Sein Youtube-Kanal hingegen wuchs, vor allem durch das Video Cyprien répond à Cortex, immer weiter. Ab Dezember 2011 veröffentlichte Iov mehrere Skizzen und Zeichnungen, die er während seiner Freizeit erstellte, auf seiner Internetseite pourkwa.com.
Am 12. Januar 2012 war Cyprien Iov auch auf der Bühne von Zapping Amazing, einem Komikspektakel im Pariser Grand Rex. Auch Norman Thavaud und andere Künstler wie Mister V, Gonzague und das Duo von Palmashow.
Im April 2013 gründete Iov zusammen mit dem Webvideoproduzenten Squeezie einen Zweitkanal namens CyprienGaming, auf dem er mit allem, was zum Thema Computerspiele gehört, beschäftigt. Auch mit Norman Thavaud und Maxime Musqua wurden einige Videos realisiert. Mit einer Million Abonnenten Ende November 2013, drei Millionen im Juni 2015 kann der Kanal heute über 4,5 Millionen Abonnenten aufweisen.
Am 2. Mai 2013 begann Iov mit seiner Marke Narmol T-shirts eigenen Motiven zu produzieren. Außerdem drehte er ab November 2014 seine Videos nicht mehr in seinem Pariser Appartement, sondern in einem Studio.
Mit Technophobe veröffentlichte Iov am 24. Januar 2015 seinen ersten Kurzfilm. Über die nächsten Jahre folgten beispielsweise mit Le Hater und La Cartouche noch diverse weitere Produktionen.
Am 20. November 2015 erschien beim Verlag Dupuis auch sein erster Comic mit dem Titel Roger et ses humains, den er Zusammen mit Paka und Marie Ecarlat erstellte. Der Comic war längere Zeit ein Bestseller und soll auch eine Fortsetzung bekommen. Einen Monat später folgte auch sein erstes mobiles Videospiel Nope Quiz.
Am 3. Dezember 2016 erreichte sein Hauptkanal schlussendlich die 10 Millionen Abonnenten. Somit ist er auch der größte französische YouTuber.
Im Juli 2017 wurde die 10-teilige Miniserie Presque adultes ausgestrahlt, in der er zusammen mit Norman und Natoo zu sehen ist. Im gleichen Monat folgte auch die MP3-Saga L'Épopée temporelle, die von einem Mann (gesprochen von Cyprien Iov), einer Frau und einem Roboter, die auf Zeitreise gehen, handelt.
Obwohl sich Cyprien als unabhängig ausgibt, wird er durch Mixicom, Teil von Webedia, repräsentiert.

## Synchronisationen

### Kino
- 2015: SpongeBob Schwammkopf 3D, als eine Möwe

### Hörbücher
2017: L’Épopée temporelle, als Thomas, Szenario von Cyprien Iov

## Filmografie

### Kurzfilme
Als Schauspieler und Drehbuchautor:
- 2008: Super Méga Noël (Amateurfilm), als Weihnachtsmann in einem Geschäft
- 2015: Technophobe, als Arthur, Regie: Théodore Bonnet
- 2015: Le Hater, als Félix, Regie: Théodore Bonnet
- 2016: La Cartouche, als Gabi44
- 2016: Jojo, spielte sich selbst, Regie: FloBer (Golden Moustache)
- 2017: Le Déménagement, als Maximilien Faivre, Regie: Les Parasites
- 2018: Lunaire, als Dimitri; Regie: Raphaël Descraques
- 2018: La Science de l'amour, als Milo; Regie: Timothée Hochet

### Fernsehserien
Als Schauspieler bzw. Moderator:
- 2010: 12 infos de Cyprien
- 2012: Bref.
- 2012: La Question de la fin, als Zinédine Zidane
- 2017: Presque adultes, spielte sich selbst

## Bibliografie
- 2015: Roger et ses humains, als Szenarist, mit Paka (Zeichnungen) und Marie Ecarlat (Farben), bei Dupuis

## Auszeichnungen
| Zeremonie         | Jahr | Nominierte Arbeit                               | Kategorie           | Resultat  |
| ----------------- | ---- | ----------------------------------------------- | ------------------- | --------- |
| Web Comedy Awards | 2014 | Cyprien - Les réunions                          | Gruppensketch       | gewonnen  |
| Web Comedy Awards | 2014 | Cyprien - Quand j'étais petit je croyais que... | Video des Jahres    | gewonnen  |
| Web Comedy Awards | 2014 | Cyprien - Quand j'étais petit je croyais que... | Solo-Sketch         | nominiert |
| Web Comedy Awards | 2014 | Cyprien                                         | Männlicher Künstler | nominiert |

## Kritik
Im Dezember 2014 veröffentlichte das Magazin L’Express einen Bericht über verschiedene geschäftliche Beziehungen von Cyprien Iov zu Unternehmen. Obwohl sich Iov selbst als einen „unabhängigen und selbständigen“ YouTuber repräsentiert, fand das Magazin heraus, dass er in Zusammenarbeit mit dem Unternehmen Mixicom steht. Zu Mixicom, einem Kommunikationsunternehmen, das sich auf die Produktion von Medienproduktionen spezialisiert hat, sollen beide Kanäle von Iov gehören. Diese Verbindung zwischen dem Blogger und dem Unternehmen wird vor allem im Blick auf seine Videoproduktionen klar.
So wurden mehrere Videos von diversen Organisationen finanziert, ohne dass dies jemals erwähnt wurde. Zu erwähnen sei hier, dass ein Mitarbeiter von Ubisoft einen Aufruf an einflussreiche YouTuber, darunter Cyprien Iov, für die Promotion des Spiels Watch Dogs gemacht haben soll. Später wies Iovs Video aber keine Information für eine Promotion auf.
Das Magazin L’Express berief sich im Nachhinein auf den Artikel 20 im Verbraucherschutzgesetz, der erklärt, dass Sponsoring für den Verbraucher eindeutig identifizierbar sein muss. Aus diesem Grund könne man Iov auch rechtlich verfolgen.